# Article 51-1 de la Constitution de la Cinquième République française
Article 51 Article 51-2
L'article 51-1 de la Constitution de la Cinquième République française pose le fondement à l'attribution de droits spécifiques aux groupes politiques parlementaires et à l'opposition au sein des assemblées. Il a été créé par la révision constitutionnelle du 23 juillet 2008.
Cet article est entré en vigueur le 1er mars 2009 et les règlements des deux assemblées ont été modifiés dans les mois qui ont suivi afin de permettre la mise en œuvre de ces droits.

## Contenu de l'article
« Le règlement de chaque assemblée détermine les droits des groupes parlementaires constitués en son sein. Il reconnaît des droits spécifiques aux groupes d'opposition de l'assemblée intéressée ainsi qu'aux groupes minoritaires. »
— Article 51-1 de la Constitution du 4 octobre 1958

## Les groupes politiques au Parlement
Chacune des deux assemblées du Parlement reconnaît en son sein des groupes parlementaires, qui regroupent les membres de l'assemblée en fonction de leurs affinités politiques. Chaque député ou sénateur appartient à un groupe au maximum. Ils peuvent également être apparentés ou rattachés à un groupe. 
Les groupes parlementaires sont propres à chaque assemblée, qui fixe le nombre minimum de membres nécessaire pour constituer un groupe : ce nombre est actuellement de quinze membres à l'Assemblée nationale et de dix membres au Sénat.
Les parlementaires qui ne souhaitent pas être inscrits, apparentés ou rattachés à un groupe parlementaire sont regroupés pour des raisons pratiques dans une structure administrative de députés ou sénateurs « non-inscrits » qui leur permet de bénéficier de certains droits attribués aux groupes parlementaires par le règlement.

## Mise en application
Les règlements des deux assemblées ont été modifiés afin de permettre la mise en œuvre de cet article,.